# Sonya Yoncheva
Sonya Yoncheva (/sonja jont͡ʃeva/ bulgare : Соня Йончева, transcription : Sonâ Jončeva), née le 25 décembre 1981 à Plovdiv en Bulgarie, est une soprano bulgare.

## Biographie

### Famille et études
Sonya Yoncheva est la fille de Temenuga Yoncheva et Petko Yonchev. Elle a un frère, ténor, Marin Yonchev. 
Sonya Yoncheva étudie le piano et le chant à l'école nationale de musique de sa ville natale dans la classe de Nelly Koitcheva et fait ensuite un master de chant classique au Conservatoire de musique de Genève. Sonya Yoncheva a participé à plusieurs classes de maître dirigées par Edda Moser, Alain Garichot et Nathalie Stutzmann.

### Carrière
Elle a gagné de nombreux prix lors de concours nationaux en Bulgarie et a été finaliste de la compétition Enrico Caruso à Milan et semi-finaliste de la compétition Montserrat Caballé en Andorre. En 2003, elle prend part au concert de gala sous le patronage de Mirella Freni et Nicolai Ghiaurov au Teatro Dal Verme à Milan. Entre 2004 et 2007, elle est lauréate de la bourse Mosetti à Lausanne et de la fondation Hablitzel Bâle.
En 2005, Sonya Yoncheva chante le rôle d'Isabella dans L'inganno felice de Gioachino Rossini et celui du Coq et de la Chouette de l'opéra La Petite Renarde rusée de Leoš Janáček puis le rôle de Giunome dans Il ritorno d'Ulisse in patria de Claudio Monteverdi en 2006 et en 2007, celui de Norina dans Don Pasquale de Gaetano Donizetti.
Elle débute, en 2007, dans des lieux prestigieux, avec l'ensemble Les Arts Florissants dirigé par William Christie : le Lincoln Center de New York, le London Barbican Center, la Alte Oper de Francfort, le Palais des Beaux-Arts de Bruxelles, l’Auditorio Nacional de Madrid, la Cité de la musique à Paris, la Gulbenkian à Lisbonne et en 2008 dans la représentation de l’opéra baroque Les Indes galantes de Jean-Philippe Rameau, donnée en version de concert au Théâtre national de Prague et Teatro alla Scala de Milan. Dans cette même année elle chante dans la production “Welcome to the Voice” au Théâtre de Châtelet avec le chanteur Sting. 
Dès lors, sa carrière est lancée et elle chante sous la direction de chefs d'orchestre comme Emmanuelle Haïm, Diego Fasolis, Marc Minkowski.
En 2011, elle chante Cléopâtre dans Giulio Cesare in Egitto, avec Christophe Dumaux (Cesar) et Dominique Visse (Tolomeo), puis dans en 2012 Les Pêcheurs de perles à l'Opéra-Comique (direction Leo Hussain), Agrippina et L'incoronazione di Poppea à l'opéra de Lille sous la direction Emmanuelle Haïm, et les trois héroïnes des Contes d'Hoffmann sous la baguette de Marc Minkowski à la salle Pleyel.
Elle débute en 2013 successivement au Staatsoper Berlin, à l'Opéra de Monte-Carlo (Violetta / La Traviata), au Metropolitan Opera de New York et à l'Arène de Verone (Gilda / Rigoletto), au Palau de les Arts Reina Sofia à Valence (Violetta / La Traviata avec Zubin Mehta), au Wiener Staatsoper (Juliette / Roméo et Juliette), à l'Opéra de Paris (Lucia di Lammermoor) où elle fait très forte impression bien qu'appartenant à la "distribution B" et est qualifiée de "Lucia d'exception" et au Royal Opéra House de Londres (Musetta / La Bohème).
Puis elle aborde au Royal Opera Covent Garden, au Wiener Staatsoper et à Baden Baden, en 2014, le rôle de Marguerite dans Faust remplaçant Anna Netrebko qui a déclaré forfait, sa prestation est saluée.
Elle inaugure la saison du Metropolitan Opera dans le rôle de Desdemona dans Otello en octobre 2015, après avoir chanté Violetta (La Traviata) et Mimi (la Bohème) dans le temple de l'opéra new yorkais. 
Elle chante La traviata à Zurich en avril 2015 et au Royal Opera House Covent Garden en mai et juin, Contessa dans Le nozze di Figaro à Baden-Baden en juillet (enregistré pour Deutsche Grammophon), Micaela dans Carmen au Royal Opera House Covent Garden et Violetta dans une nouvelle mise en scène de La traviata au Staatsoper Berlin avec Daniel Barenboim en décembre 2015. 
En 2016, elle sera très présente à l'Opéra de Paris, d'abord en Iolanta dans les représentations du doublé Iolanta/Casse Noisette dans la nouvelle mise en scène de Dimitri Tcherniakov à l'Opéra de Paris puis en Violetta dans La traviata.
Puis elle aborde un nouveau rôle dans une œuvre rare, celui d'Iris de Pietro Mascagni à Montpellier lors du Festival Radio France Occitanie Montpellier
Elle remplace à nouveau Anna Netrebko qui a déclaré forfait en 2016 et fait ses débuts dans le rôle de Norma dans une nouvelle mise en scène d'Alex Ollé au Royal Opera House sous la direction d'Antonio Pappano tout en assurant le rôle d'Antonia dans Les Contes d'Hoffmann. 
En décembre 2016, elle interprète Tatiana dans Eugene Onegine au Deutsche Oper Berlin aux côtés de Benjamin Bernheim mais elle annule ses performances prévues en mai 2017 à l'Opéra de Paris, considérant que ce rôle "ne lui convient plus artistiquement"
En juillet 2017 elle aborde à nouveau le rôle titre d'une œuvre rare, Siberia de Umberto Giordano dans le cadre du Festival Radio France Occitanie Montpellier
En octobre 2017, elle fait ses débuts dans les rôles d'Élisabeth de Valois dans une nouvelle mise en scène de Warlikowski pour la version française de Don Carlos à l'Opéra de Paris, dans le cadre d'une prestigieuse distribution alors qualifiée de "5 étoiles". Mais elle ne participe qu'à la Première de la Bohème, toujours à l'Opéra de Paris, dans la mise en scène de Claus Guth, déclarée souffrante pour les autres représentations. Dans la foulée, elle remplace Kristine Opolais qui a déclaré forfait, assurant ses débuts en Tosca dans une nouvelle mise en scène de Mac Vicar au Metropolitan Opera aux côtés du ténor Vittorio Grigolo, avant de chanter dans Luisa Miller aux côtés de Piotr Beczala et Placido Domingo. 
Puis durant l'été 2018, elle sera la première soprano à interpréter Imogene dans Il pirata  au Teatro alla Scala depuis les performances de Maria Callas.
Durant le même été, elle est Poppea dans une nouvelle mise en scène de L'incoronazione di Poppea au Festival de Salzbourg.
Mais c'est en Médée qu'elle marque une nouvelle étape dans sa carrière, au Staatsoper Berlin fin 2018 dans une nouvelle production d'Andrea Breth, elle incarne à nouveau l'un des rôles fétiches de Maria Callas, sous la direction de Daniel Barenboim.
Mais Sonya Yoncheva connait aussi des problèmes de santé qui l'amènent à annuler de nombreuses prestations, Alcina puis Manon à l'Opéra de Monte Carlo par exemple mais aussi des prises de rôles récentes et attendues dans Aida aux Arènes de Vérone sous la direction de Riccardo Muti, Madame Butterfly au Royal Opera House, Anna Bolena au Théâtres des Champs Elysées, La Gioconda à la Scala, la Juive au Wiener Staatsoper.
Elle poursuit à nouveau sa carrière après la pandémie de Covid-19 qui ont mis à l'arrêt la plupart des salles de spectacle dans le monde, avec de nombreuses prises de rôle parmi lesquelles les héroïnes du répertoire vériste d'Umberto Giordano que sont Siberia en 2021, Fedora, successivement à la Scala de Milan en octobre 2022 et au Metropolitan Opera de New York en 2023, et Madeleine de Coigny dans une reprise d' Andrea Chenier  mis en scène par Mario Martone, aux côtés de Jonas Kaufmann dans le rôle-titre.
En 2013, elle a signé un contrat d’exclusivité avec le label discographique Sony Classical. Elle a enregistré les albums "Paris, mon amour", "Händel", "The Verdi Album", "Rebirth" et Stabat Mater (Pergolesi).
En 2011, elle devient ambassadrice de la marque Rolex.

### Vie privée
Elle est mariée au chef d'orchestre vénézuélien Domingo Hindoyan. Le couple a un fils, Mateo, né le 6 octobre 2014, et une fille, Sophia, née le 1er octobre 2019.

## Distinctions

### Récompenses
- 2007 : Prix des amis du festival d'Aix en Provence
- 2010 : Premier Prix du Concours Operalia / Placido Domingo
- 2015 : Echo Klassik
- 2017 : Medici.tv Artiste de l'année
- 2019 : International Opera Award dans la catégorie « prix des lecteurs » (2019)[27].
- 2021 : Chanteuse de l'année Opus Klassik

### Décorations
- Officière de l'ordre des Arts et des Lettres. Elle reçoit les insignes le 28 février 2024[28].

## Discographie
- 2015 : Paris, mon amour, avec l'Orquestra de la Comunitat Valenciana dirigé par Frédéric Chaslin, Étienne Dupuis (baryton) et Celso Albelo (ténor). (Sony classical 88875017202)
- 2016 :
- Pergolesi : Stabat Mater - Sonya Yoncheva (soprano) et Karine Deshayes (contralto) ; Amarillis : Héloïse Gaillard (flûte à bec), Violaine Cochard (clavecin & orgue positif), Alice Piérot (premier violon), Sandrine Dupé, Louis Créac'h (violons I), Olivier Briand, Diana Lee, Koji Yoda (violons II), Fanny Paccoud, Laurent Muller (altos), Annabelle Luis, Frédéric Baldassare (violoncelles), Gautier Blondel (contrebasse), Bruno Helstroffer (théorbe). Sony classical 88985369642)[29]
  - Le Nozze di Figaro, avec l'Orchestre de chambre d'Europe dirigé par Yannick Nézet-Séguin, Thomas Hampson, Luca Pisaroni, Christiane Karg, Angela Brower (en), Anne Sofie von Otter, Maurizio Muraro (basse), Rolando Villazón, Jean-Paul Fouchécourt, Philippe Sly et Regula Mühlemann. (3CD Deutsche Grammophon 00028947959519)
- 2017 : Handel, avec l'Academia Montis Regalis (en) dirigé par Alessandro De Marchi, Karine Deshayes. Nota bene : le 11e et dernier titre est extrait de l'opéra Dido and Æneas, acte III, Thy hand, Belinda...When I am laid in earth d'Henry Purcell. (Sony Classical 88985302932)
- 2018 : The Verdi album avec le Münchner Rundfunkorchester, dirigé par Massimo Zanetti (de). (Sony Classical 889854179823)
- 2019 : L'incoronazione di Poppea, avec l'ensemble musical Les Arts florissants dirigé par William Christie, Kate Lindsey, Stéphanie d'Oustrac, Carlo Vistoli (Contreténor), Renato Dolcini (Baryton), Ana Quintans (Soprano), Marcel Beekman (en), Dominique Visse, Lea Desandre. (Enregistrement réalisé durant le Festival de Salzbourg, à la Maison de Mozart, en août 2018. 3CD+DVD live Harmonia Mundi 8902622.24)
- 2021 : Rebirth avec le Cappella Mediterranea, dirigé par Leonardo García Alarcón. (Sony Classical)

## Réception critique
En 2024, elle se produit aux Rencontres musicales d'Évian. ResMusica fait l'éloge de la première partie du récital : « La diva bulgare n'a pas son pareil dans l'art de ciseler ses romances [...] Sa palette de nuances est large, Canto d'anime de Puccini mettant en valeur l'étendue considérable de sa tessiture, de ses graves somptueux à ses aigus flamboyants. La soprano module la couleur de son timbre dans les deux superbes mélodies de Tosti, L'ultimo bacio et Ideale, dont elle enveloppe les mots de la rondeur de sa voix, dans une grande douceur d'expression. » Mais il apporte un jugement plus négatif à la seconde partie, qui, selon le journaliste, « crée une part de déception tant les imperfections techniques (déjà perçues sporadiquement en première partie) s'additionnent [...] C'est bien dommage car par ailleurs la justesse d'expression est là, l'incarnation tangible. »